# Dolní Krupá (Havlíčkův Brod-i járás)
Dolní Krupá település Csehországban, a Havlíčkův Brod-i járásban. Dolní Krupá Rozsochatec, Břevnice, Knyk és Horní Krupá településekkel határos. Lakosainak száma 432 fő (2024. január 1.).

## Népesség
A település lakosságának változását az alábbi diagram mutatja:
| Lakosok száma | 758  | 742  | 650  | 505  | 400  | 347  | 420  | 426  | 426  | 432  |
|               | 1869 | 1890 | 1921 | 1950 | 1980 | 2001 | 2017 | 2019 | 2022 | 2024 |